# Quinacrine
La quinacrine est un médicament antiprotozoaire dérivé de l'orangé d'acridine.
La quinacrine, ou mépacrine, ou encore atebrine, a été découverte vers 1932 par des chercheurs de Bayer, société qui avait déjà mis sur le marché le premier antimalarique de synthèse en 1926, la plasmoquine. Utilisée au cours de la même décennie dans les campagnes antipaludiques, en association avec la rhodoquine, puis par les forces armées pendant la Seconde Guerre mondiale, elle a été réintroduite dans les années 1960 aux États-Unis dans le traitement de la lambliase et du lupus.

## Histoire

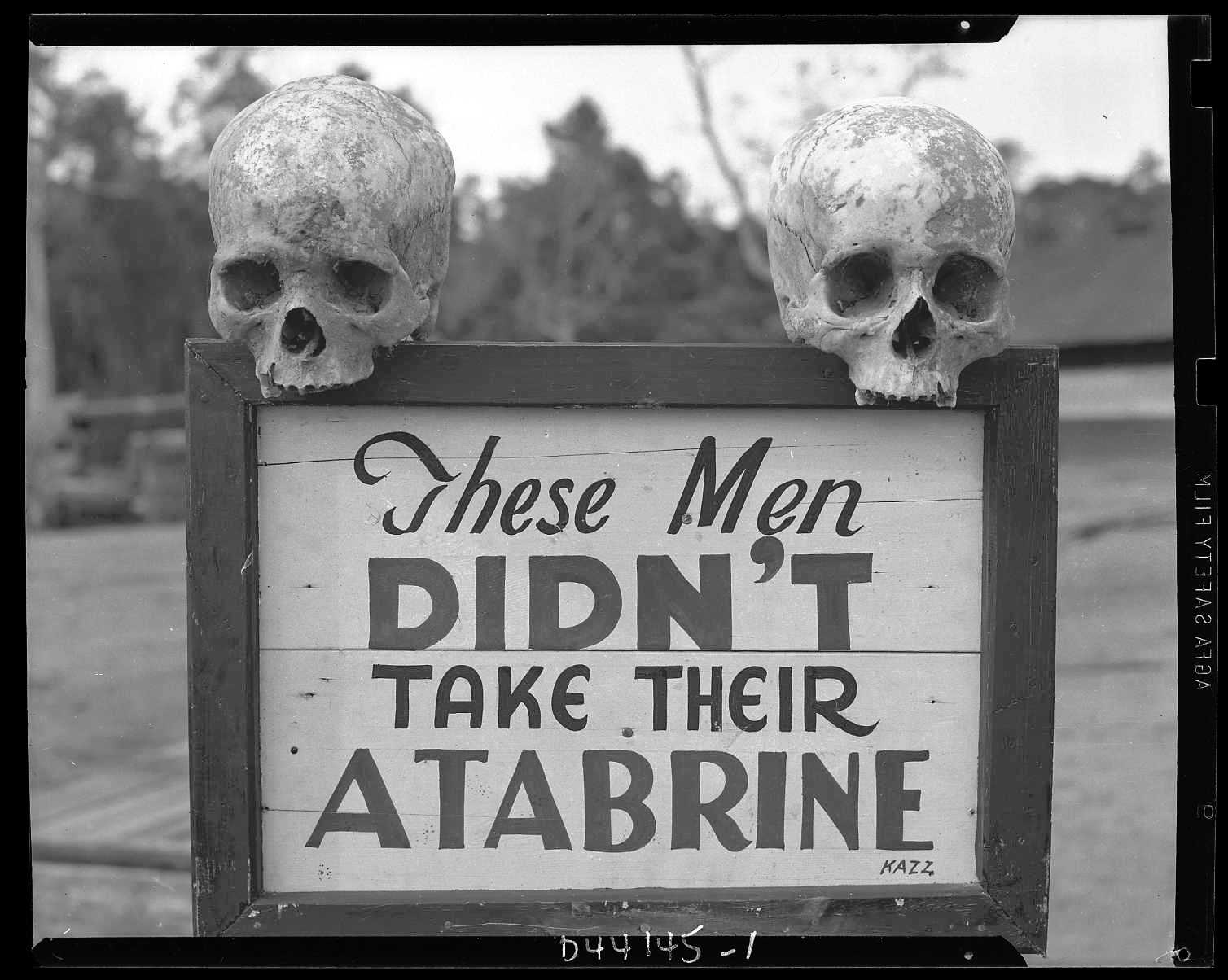
« Ces hommes n'ont pas pris leur Atabrine » (nom commercial de la Quinacrine alors utilisée en médicament préventif de la malaria par l'armée américaine) explique ce panneau des services médicaux de l'US Army

En 1931/1932, Mietzsch, Mauss et Kikuth ont créé par synthèse un corps complexe qu'ils ont appelé l'Atebrin - traduit en français Atébrine - un dérivé de l'Acridine. Sous licence Bayer, Rhône-Poulenc commercialisa la quinacrine.
Les propriétés de l'Atebrin, pourtant largement utilisé dans les années avant 1939, étaient à cette date encore peu évaluées .
Pour la prévention du paludisme, l'Atebrin (appelé mepacrine à partir de 1941 en Grande Bretagne ; connu sous le nom de quinacrine aux États-Unis où il fut commercialisé sous l’appellation d'Atabrine) fut évaluée à Cairns sous l'autorité de Neil Hamilton Fairley.
En 1938, Winthrop Stearns reçut des échantillons d'atebrin que l'armée américaine testa à Panama. Les États-Unis ne furent en mesure d'en produire industriellement qu'en 1941.
Cette substance fut très impopulaire auprès des soldats en raison d'effets secondaires particulièrement désagréables : diarrhées, vomissements et coloration jaunâtre de la peau.
Dès 1941, ICI fabrique de la quinacrine en quantités industrielles.

## Utilisation
- Traitement de la giardiase, des lésions cutanées du lupus érythémateux disséminé.
- Stérilisation de la femme : la quinacrine fut d'abord utilisée à des fins de stérilisation - forcée - à Dachau. En 1977, le docteur chilien Jaime Zipper promeut l'administration de quinacrine comme méthode de stérilisation. Cette méthode est aujourd'hui remise en question[8].

## Effets indésirables
- Irritabilité, variations d'humeur.
- Hallucinations et mode de pensée psychotique.